# باشگاه فوتبال عبدیش-آتا قند
باشگاه فوتبال عبدیش-عطا قند (قرقیزی: Абдыш-Ата Кант Футбол Клубу, Abdyş-Ata Qant Futbol Klubu) یک باشگاه فوتبال حرفه ای قرقیزستانی در قند، قرقیزستان است. نام آن از یک کارخانه آبجوسازی محلی گرفته شده است. این باشگاه در سال ۱۹۹۲ تاسیس شد. علی عاقبتی بازیکن ایرانی الاصل در سال 93 از امید نفت به این تیم پیوست.